# Aardbeving Sichuan 2008

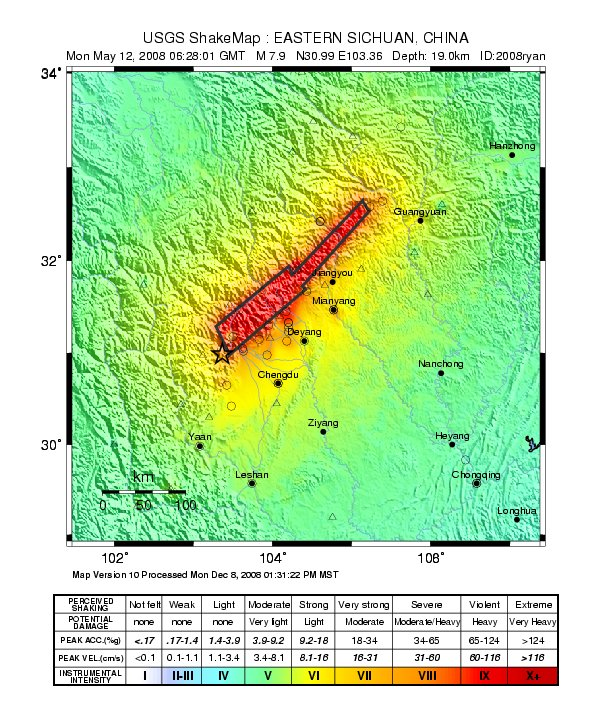
Intensiteit aardbeving

De zware aardbeving in Sichuan vond plaats om 14:28 uur (lokale tijd) op maandag 12 mei 2008 in de Chinese provincie Sichuan. Het epicentrum lag in het arrondissement Wenchuan. De aardbeving had een kracht van 7,8 op de Schaal van Richter en richtte zware schade aan. In sommige gebieden zijn hele dorpen en steden van de kaart geveegd. Er zijn volgens officiële cijfers 69.136 doden en 374.061 gewonden geteld.
In de miljoenenstad Chengdu (90 kilometer ten noordwesten van het epicentrum) werd de aardbeving ook hevig gevoeld en was er ook schade. Bovendien was de aardbeving in andere gebieden van China en in andere landen voelbaar. Volgens de eerste schatting was er voor de economie een schade van 8 miljard euro.
Tijdens de aardbeving vonden aardverschuivingen plaats, waardoor rivieren geblokkeerd werden en meren werden gevormd. Het Tangjiashanmeer is daar een voorbeeld van. Meer dan honderdduizend mensen in het rampgebied moesten daarom geëvacueerd worden.
De Zipingpudam raakte bij de beving beschadigd, maar hield stand. De dam lag op enkele kilometers vanaf het epicentrum en ligt bijna recht boven een breuklijn. Er ontstond een wetenschappelijke discussie of de aardbeving mede was veroorzaakt door de druk van de watermassa in het nieuw gevormde stuwmeer.
Platen die betrokken waren bij de beving waren de Indo-Australische plaat en Euraziatische plaat.

## Trivia
Een maand na de beving werd een tweejarig varken levend onder het puin vandaan gehaald. Het had overleefd op houtskool en regenwater en kreeg de erenaam Zhu Jianqiang (varken met een sterke wil). Het dier werd geadopteerd door het Jianchuan Museum, een museum ter nagedachtenis aan de ramp, en werd in december 2008 uitgeroepen tot "dier van het jaar".